# Ordishia albofasciata
Ordishia albofasciata är en fjärilsart som beskrevs av Rothschild 1922. Ordishia albofasciata ingår i släktet Ordishia och familjen björnspinnare. Inga underarter finns listade i Catalogue of Life.